# Pobřišnice
Pobřišnice, lat. peritoneum je tenká, lesklá i průsvitná blána, která vystýlá dutinu břišní a část dutiny pánevní a obaluje většinu orgánů zde uložených. Pobřišnice společně s pohrudnicí a osrdečníkem patří mezi tzv. serózy, blány tvořené tenkou vrstvou pojivové tkáně a jednobuněčným mezotelem, které se vyvinuly jako ohraničení původní pravé tělní dutiny, coelomu.

## Popis
Poněvadž povrch pobřišnice stále je slizký a kluzký, je posun břišních i pánevních útrob o sebe i o stěny břišní velice usnadněn, což platí jmenovitě o pásmu zažívacím.
Od břišních stěn odbočuje zvláště vzadu a nahoře k útrobám v podobě rozmanitých blan, vazů i okruží, vížíc takto útroby k pevnějším i stálejším částem stěn břišních a přivádí jim zároveň příslušné krevní cévy, míznice i nervy. Od dolního většího oblouku žaludkového pak táhne se dolů přes příčný tračník tlustého střeva i přes kličky tenkého střeva největší volná blána pobřišnicová, tzv. předstěra (epiploon či omentum,), vkládající se jako jakási vložka ochranná mezi útroby břišní a přední nejneklidnější část břišních stěn. Na mnohých místech, zvláště tam, kde táhne se pobřišnice přes rozmanité štěrbiny nebo choboty mezi jednotlivými břišními útrobami, hromadí se s velikou oblibou podpobřišnicový tuk, jenž také vrůstává do rozmanitě upravených výrůstků pobřišnicových, tzv. appendices epiploicae, kteréž shledáváme hlavně při pobřišnicovém povlaku tlustého střeva.

## Nemoci

### Vodnatelnost
Nejčastějším onemocněním pobřišnice je vodnatelnost č. ascites. Nejblíže se řadí zánět prudký a vleklý (viz Peritonitis).

### Tuberkulóza
Nepoměrně vzácnější jest tuberkulóza, zjevující se ve formě miliární a infiltrované. Miliární tuberkulóza se vyskytuje vedle miliární erupce četných jiných útrob, zvlášť syrovatečních plen, je způsobena bacily oběhem krevním rozvlečenými. Vleklá infiltrovaná tuberkulóza je přivoděna infekcí z genitálního ústrojí muže i ženy, neb se druží k tuberkulóze střevní, tuberkulóze žláz okružních i retroperitoneálních, výjimečně jde o zavlečení nákazy ze vzdálených ústrojí, např. plic. Jak miliární tak i infiltrovaná forma provázeny bývají vlákninovým zánětem nebo zánětlivým výronem do dutiny pobřišničné (peritonitis tuberculosa) a poslednímu bývá nezřídka přimíšena krev (zánět hemorrhagický).
Tehdy, kdy miliární erupce jest povšechná a účastní se jí také pobřišnice, příznaky jí přivozené mají dosah podřízený, nevystupujíce ostatně přesně v popředí jako při formě, která se obmezuje na samotné peritoneum nebo serosní pleny. Poznání tuberkulózy pobřišnice nebývá při samém počátku snadné. Při miliární formě zároveň s bolestmi v břiše, bolestivostí stěn břišních, s dávením, průjmy nebo zácpou dojde k zánětlivému výronu, jehož množství zřídka dospívá k té výši, aby konána býti musila punkce. Výron prodlením doby z části neb úplně se vyvstřebá a dojde ke srůstání přepony se stěnou břišní a střevními kličkami. Srostěním opouzdřuje se výron vybývající v podobě cyst a toto opouzdření, jakož i zkušenost, že opona, která se smršťuje po tvrdý příčný pruh, stěnami břišními prohmatána býti může, zajišťují diagnózu této formy, mnohdy i zánětlivý výron do obou pleurálních vaků, do osrdečníku a nezřídka i hemorrhagický ráz exsudátu. Miliární erupci většinou provází atypická horečka, nechutenství, průjmy, rychlé klesání sil. Forma vleklá počíná se rovněž miliární erupcí, ale ohraničené východiště bacillární infekce přináší s sebou, že jen pozvolně se vyvíjí a šíří. Tím se stává, že tuberkulosní uzlíky pozvolně vyrůstají ve veliké bakule, pláty a infiltráty, které se zjevují na nástěnném peritoneu, přeponě, na okruží, povrchu kliček střevních i na samé bránici, na povrchu jater a sleziny.
Také vleklá tuberkulosa pobřišnice provázena bývá vlákninovým zánětem a zánětlivým výronem do dutiny břišní. Aby zepředu počínala týmiž naléhavými jevy jako forma prudká, nebývá často; ale většinou se vyvíjí skrytě s nepatrnými bolestmi, se skrovným podrážděním útrob zažívacích; meteorismus, edém stěn břišních, ascites, sešlost nemocného a nepravidelná, zřídka jen prudká horečka vedou k diagnóze. Vystřebá-li se výron samovolně, ale také tehdy, kdy veliký není, můžeme břišními stěnami vyhmatati pláty a infiltráty, ztluštění přepony. Vlákninový zánět končí srůstem jednotlivých kliček střevních mezi sebou, s přeponou, stěnami břišními; neb vede ke srůstu jater a sleziny s bránicí, k cystosnímu opouzdření výronu, zúžení střeva atd. Podle toho mění se také fyzikální nález a zvlášť poklep dává jevy, jichž při volném ascitu dutiny břišní neshledáváme. Prognosa miliární tuberkulózy je nepříznivá, při vleklé naděje na polepšení i vyhojení jest odůvodněna.

### Rakovina
Rakovina pobřišnice zjevuje se ve formě miliární i bakulové; ona jest vzácna jako prvotní onemocnění, za to tím častější jako podružné. Ale i bakulová forma jest obyčejně podružnou, jevící se v průběhu rakoviny žaludeční, střevní, jaterní a děložní. Po své struktuře prvotní i podružná forma jest buď scirrhus neb encefaloid nebo kolloidní rakovina. Prvotní se vytváří zvlášť v posledním tvaru a pak nabývá ohromných rozměrů, zabírajíc přeponu, mesenterium i největší část peritonea. Břicho nabývá obrovských rozměrů, jehož stěnami hrbolatý povrch infiltrátu může být prohmatán. Podružná rakovina zjevuje se v podobě roztroušených bakulí rozmanité velikosti, které pozvolně splývají ve veliké infiltráty. Rakovina provázena bývá hyperplastickým zánětem a výronem do dutiny břišní – týž jest čirý i haemorrhagický; jako při tuberkulóze vede zánět ke srůstání peritonea s útrobami břišními, ke srůstu kliček, k neprůchodnosti střevní. Je-li výron skrovný, můžeme stěnou břišní vyhmatati tvrdé, hrbolovité nádory. Časem vybují novotvar přirozenými dučejemi stěn břišních, zvlášť pupkem a otvory tříselnými.

### Sarkom
Sarkom pobřišnice utváří se většinou stejným způsobem, bakule i infiltráty bývají většinou velmi mohutné. Častěji nežli v plících vyskytuje se na peritoneu aktinomykosa. Infekce přihází se ze střeva nebo pochází z dutiny ústní, z které retrofaryngeálním, retropleurálním a retroperitoneálním pojivem šíří se posléz až na pobřišnici. Při prvotním onemocnění střeva tvoří se drobné žlutavé uzliny ve sliznici střevní, které z drobných trsů aktinomykotických se skládajíce do hlubších vrstev střeva se rozbujejí a posléz i peritoneum zasáhnou. Na pobřišnici bujení postupuje velmi rychle a tvoří se mohutné infiltráty, které srůstají se stěnou břišní neb sousedícími útrobami. Změknutím a zhnisáním infiltrátu vznikají abscesy, které četnými píštěli provalí se skrze stěnu břišní, do střeva, měchýře, do vaginy. Ve vyprázdněném obsahu shledáváme žlutá zrna, která majíce velikost prosného zrna až hrachu skládají se z charakteristických trsů aktinomycetických.

### Měchožil
Měchožil pobřišnice je velmi vzácný, vyskytuje se vedle hlísta jaterního a ledvinového: většinou je osamocený, nepříliš veliké boubele, které když se provalí do dutiny břišní, uvolněnými skolexy zaviňují další infekci pobřišnice.